# Харрис, Джереми О.
Джереми О’Брайант Харрис (англ. Jeremy O’Bryant Harris), более известный как Джереми О. Харрис (р. 2 июня 1989), — американский драматург, сценарист и театральный актёр. На 2019 год — самый молодой афроамериканский автор-мужчина, чьи работы (у Харриса — пьеса Slave Play) ставились в бродвейских театрах.

## Биография
Харрис вырос в виргинском городе Мартинсвилл. Учился на актёрском направлении в Театральной школе Университета Де Поля; позднее, оставив её в 2009 году по собственному желанию[уточнить], присоединился к художественной колонии Макдауэлл, затем поступил в Йельскую школу драмы, которую окончил в 2019 году. Является открытым геем; осознал свою гомосексуальность и совершил каминг-аут перед друзьями и перед матерью в конце первого курса обучения в Университете Де Поля.
Онлайн-издание The Root в сентябре 2019 года включило Харриса в 10-й ежегодный список самых влиятельных афроамериканцев в возрасте от 25 до 45 лет, где тот занял 13-е место, наиболее высокое среди представителей сферы искусств в этом году. В ноябре Харрис был отнесён журналом Time к категории «Феномены» впервые составленного списка ста самых перспективных личностей (англ. TIME 100 Next), — то есть потенциально способных войти в ежегодный перечень наиболее влиятельных персон, — а также назван ЛГБТ-изданием Out шоуменом года.

## Произведения
Пьесы
- Slave Play (2017) [в театре Йельского университета]
- Daddy (2019) [внебродвейский Дворовый театр имени Ромулуса Линни[англ.]]
- YELL: a «documentary» of my time here (2019) [дипломная работа в Йельском университете]
- Black Exhibition (2019) [внебродвейский театр The Bushwick Starr]

Сценарии
- «Зола[англ.]» (2020)